# Princeton Tigers
Princeton Tigers är en idrottsförening tillhörande Princeton University och har som uppgift att ansvara för universitetets idrottsutövning.

## Idrotter
Tigers deltager i följande idrotter:
| Herrar - Amerikansk fotboll - Baseboll - Basket - Brottning - Fotboll - Friidrott - Fäktning - Golf - Ishockey - Lacrosse - Rodd - Simning - Simhopp - Squash - Tennis - Terränglöpning - Vattenpolo - Volleyboll | Damer - Basket - Fotboll - Friidrott - Fäktning - Golf - Ishockey - Lacrosse - Landhockey - Rodd - Simning - Simhopp - Softboll - Squash - Tennis - Terränglöpning - Vattenpolo - Volleyboll |

## Idrottsutövare

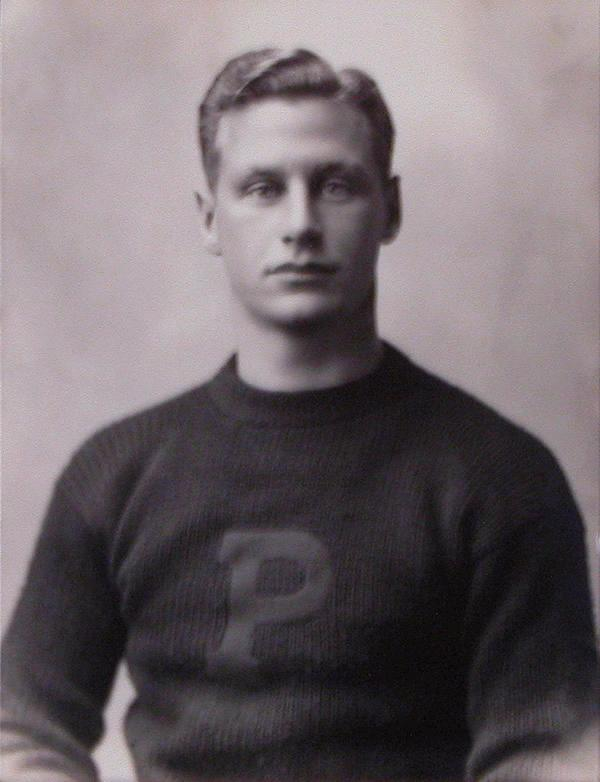
Hobey Baker.

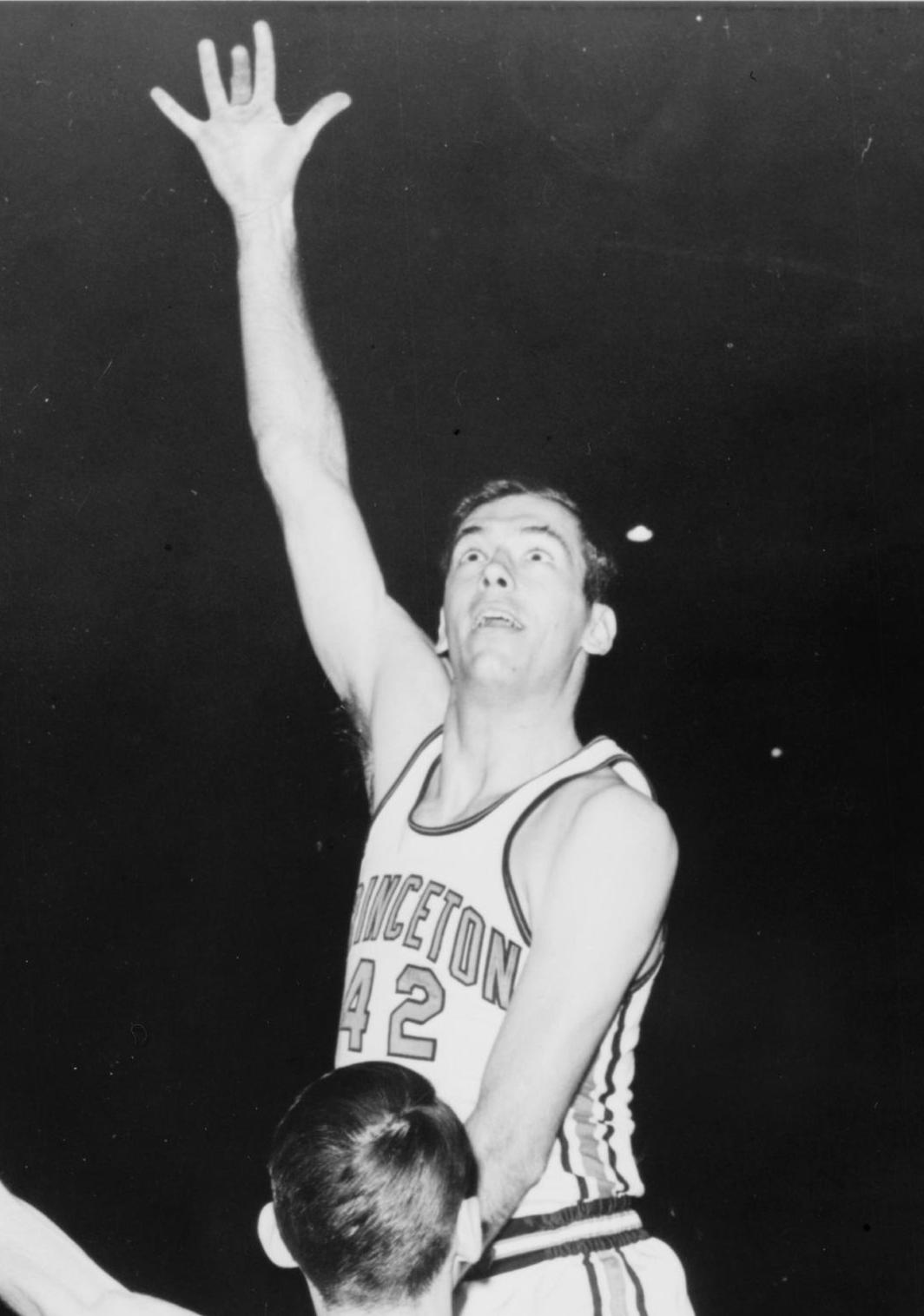
Bill Bradley.

| Amerikansk fotboll - Hobey Baker - Hank Bjorklund Basket - Bill Bradley - Tosan Evbuomwan Fotboll - Diana Matheson Ishockey - Hobey Baker - Andrew Calof - Mike Condon - Taylor Fedun - Jeff Halpern | - Andrea Kilbourne-Hill - Ryan Kuffner - Robert Livingston - Mike Moore - George Parros - Darroll Powe - Eric Robinson - Josh Teves - Max Véronneau - Kevin Westgarth Rodd - Andréanne Morin - Glenn Ochal Tennis - Fred Alexander Vattenpolo - Ashleigh Johnson |